# Nekrolog 3. Quartal 1996
Nekrolog
◄◄
| ◄
| 1992
| 1993
| 1994
| 1995
| 1996 | 1997 | 1998 | 1999 | 2000 | ► | ►►
1. Quartal |
2. Quartal |
3. Quartal |
4. Quartal 1996
Weitere Ereignisse | Allgemeiner Nekrolog 1996
Die Beschreibung der verstorbenen Person sollte so kurz wie möglich gehalten sein und nur deren signifikante Tätigkeit(en) enthalten.
Neue Namen ggf. auch unter dem Geburts- und Sterbedatum, also etwa unter 1. Januar und im Geburts- und Sterbejahr (2024) eintragen (nur bei entsprechender großer Wichtigkeit). Für Beispiele siehe die schon vorhandenen Artikel.
Außerdem über die fünf zuletzt Verstorbenen, zu denen es einen ausreichend guten Artikel für eine Präsentation auf der Hauptseite gibt, nach der todesbedingten Überarbeitung der Artikel ggf. auch unter Wikipedia Diskussion:Hauptseite informieren und sie am besten auch in den anderen Wikipedia-Sprachversionen eintragen. Tipp: Regelmäßig bei news.google.de nach „ist tot“, „gestorben“ oder „verstorben“ suchen.
Wenn eine Person gestorben ist, gibt es viele Seiten zu dieser Person in der Wikipedia, die davon auch betroffen sind und entsprechend aktualisiert werden müssen. Beispiele: Namenübersichtsseite, Geburtsjahr, Geburtsort-Seiten und viele mehr.
Wie finde ich die betroffenen Seiten?
Im Suchfeld auf der linken Seite gibt man den Suchbegriff so ein: „Vorname Nachname“. Dann klickt man auf Volltext und alle Seiten mit entsprechendem Suchtext werden aufgerufen. Hier sieht man dann schnell, wo auch das Todesjahr Sinn macht oder sogar ein Teil des Artikels angepasst werden muss. Auch hilft das „Werkzeug“ auf der linken Seite sehr gut, um solche Seiten aufzufinden: „Links auf diese Seite“. Somit ist die Wikipedia wieder aktuell in allen Bereichen! Hinweis: bei Eintragung der Kategorie „Gestorben JAHR“ wird der Missbrauchsfilter 49 ausgelöst, was jedoch nicht schlimm ist. Siehe: Spezial:Missbrauchsfilter/49
Dies ist eine Liste von im dritten Quartal 1996 verstorbenen bekannten Persönlichkeiten. Die Einträge erfolgen innerhalb der einzelnen Daten alphabetisch sortiert. Tiere sind im Nekrolog für Tiere zu finden.

## Juli
| Tag      | Name                                      | Beruf, bekannt als                                                                                              | Alter | Beleg |
| -------- | ----------------------------------------- | --- | ----- | ----- |
| 1. Juli  | William T. Cahill                         | US-amerikanischer Politiker                                                                                     | 84    |       |
| 1. Juli  | Richard Fraser, Baron Fraser of Kilmorack | britischer Politiker                                                                                            | 80    |       |
| 1. Juli  | Andreas Hanft                             | deutscher Synchronsprecher und Schauspieler                                                                     | 63    |       |
| 1. Juli  | Margaux Hemingway                         | US-amerikanische Schauspielerin und Model                                                                       | 42    |       |
| 1. Juli  | Ota Janeček                               | tschechischer Zeichner, Maler, Graphiker und Hersteller keramischer Kunsterzeugnisse                            | 76    |       |
| 1. Juli  | Hermann Schildknecht                      | deutscher Chemiker                                                                                              | 73    |       |
| 1. Juli  | Steve Tesich                              | serbischer Schriftsteller und Drehbuchautor in den USA                                                          | 53    |       |
| 1. Juli  | Benno Weimann                             | deutscher Politiker (CDU), MdL                                                                                  | 70    |       |
| 2. Juli  | Natalja Fjodorowna Bode                   | sowjetische Fotografin                                                                                          | 81    |       |
| 2. Juli  | Gerhard Durlacher                         | niederländischer Schriftsteller und Soziologe                                                                   | 67    |       |
| 2. Juli  | Fernand Jarrié                            | französischer Politiker                                                                                         | 96    |       |
| 2. Juli  | Miloš Kirschner                           | tschechischer Puppenspieler, Schauspieler und Sänger                                                            | 69    |       |
| 2. Juli  | Ingvar Pettersson                         | schwedischer Leichtathlet                                                                                       | 70    |       |
| 2. Juli  | Hal Robson                                | US-amerikanischer Autorennfahrer                                                                                | 84    |       |
| 2. Juli  | Stefano Sibaldi                           | italienischer Schauspieler und Synchronsprecher                                                                 | 91    |       |
| 2. Juli  | Hanshermann Vohs                          | deutscher Konteradmiral                                                                                         | 72    |       |
| 3. Juli  | Herbert Baumeister                        | US-amerikanischer Serienmörder                                                                                  | 49    |       |
| 3. Juli  | Krzysztof Beck                            | polnischer Gewichtheber                                                                                         | 66    |       |
| 3. Juli  | Joekie Broedelet                          | niederländische Schauspielerin                                                                                  | 92    |       |
| 3. Juli  | Barry Crump                               | neuseeländischer Schriftsteller                                                                                 | 61    |       |
| 3. Juli  | Gerda Ganzer                              | deutsche Aufseherin im KZ Ravensbrück                                                                           | 88    |       |
| 3. Juli  | Hans Henning Hosenthien                   | deutscher Ingenieur                                                                                             | 81    |       |
| 3. Juli  | Pim Jacobs                                | niederländischer Jazz-Pianist                                                                                   | 61    |       |
| 3. Juli  | Luis Alfonzo Larrain                      | venezolanischer Komponist und Musiker                                                                           | 84    |       |
| 3. Juli  | Bernard Zehrfuss                          | französischer Architekt                                                                                         | 84    |       |
| 4. Juli  | Arlie Duff                                | US-amerikanischer Country-Musiker                                                                               | 72    |       |
| 4. Juli  | Georg Friesinger                          | deutscher Eisschnellläufer                                                                                      | 43    |       |
| 4. Juli  | Pierre Jaccoud                            | Schweizer Anwalt und Politiker (FDP) und mögliches Justizopfer                                                  | 90    |       |
| 4. Juli  | Friedrich Weber                           | deutscher Jurist und Hochschullehrer                                                                            | 91    |       |
| 5. Juli  | Willy Bickel                              | deutscher Oberamtsrat und Heimatforscher                                                                        | 87    |       |
| 5. Juli  | Alarik Häggblom                           | finnischer Politiker in Åland                                                                                   | 82    |       |
| 5. Juli  | Predrag Ostojić                           | jugoslawischer Schachmeister                                                                                    | 58    |       |
| 5. Juli  | Gerhard Prescha                           | deutscher Verleger                                                                                              | 86    |       |
| 5. Juli  | Will Schaber                              | deutschsprachiger Journalist                                                                                    | 91    |       |
| 5. Juli  | Otto Stern                                | Schweizer Schauspieler und Synchronsprecher                                                                     | 74    |       |
| 5. Juli  | Clyde E. Wiegand                          | US-amerikanischer Physiker                                                                                      | 81    |       |
| 5. Juli  | Helmuth Zapfe                             | österreichischer Paläontologe                                                                                   | 82    |       |
| 6. Juli  | Armando Calvo                             | puerto-ricanischer Schauspieler                                                                                 | 76    |       |
| 6. Juli  | Einar Kristjánsson                        | isländischer Schriftsteller                                                                                     | 84    |       |
| 6. Juli  | Hans Karl                                 | deutscher Politiker (SPD), MdL                                                                                  | 74    |       |
| 7. Juli  | Carl Baumann                              | deutscher Künstler                                                                                              | 83    |       |
| 7. Juli  | William H. Easton                         | US-amerikanischer Paläontologe                                                                                  | 80    |       |
| 7. Juli  | David F. James                            | US-amerikanischer Politiker                                                                                     |       |       |
| 7. Juli  | J. Hermann Siemer                         | deutscher Politiker (CDU), MdL, MdB                                                                             | 94    |       |
| 7. Juli  | Hans Wanner                               | Schweizer Germanist und Chefredaktor des Schweizerischen Idiotikons                                             | 91    |       |
| 8. Juli  | J. W. Alexander                           | US-amerikanischer Sänger, Songschreiber, Musikmanager und Musikunternehmer                                      | 80    |       |
| 8. Juli  | Albrecht von Bayern                       | deutscher Prinz, Chef des Hauses Wittelsbach                                                                    | 91    |       |
| 8. Juli  | Mario Camorani                            | italienischer Schachkomponist                                                                                   | 83    |       |
| 8. Juli  | Adelheid Duvanel                          | Schweizer Schriftstellerin                                                                                      | 60    |       |
| 8. Juli  | Richard Groschopp                         | deutscher Filmregisseur und Kameramann                                                                          | 90    |       |
| 8. Juli  | Francesco Molinari-Pradelli               | italienischer Dirigent                                                                                          | 85    |       |
| 8. Juli  | Irene Prador                              | österreichische Schauspielerin, Sängerin und Autorin                                                            | 84    |       |
| 8. Juli  | Hans Schlup                               | Schweizer Offizier                                                                                              | 60    |       |
| 9. Juli  | Melvin Belli                              | US-amerikanischer Rechtsanwalt und Filmschauspieler                                                             | 88    |       |
| 9. Juli  | Sergei Anatoljewitsch Kurjochin           | russischer Pianist und Bandleader                                                                               | 42    |       |
| 9. Juli  | Karl-Heinz Mattern                        | deutscher Verwaltungsjurist                                                                                     | 77    |       |
| 9. Juli  | Jan Oostergetelo                          | deutscher Politiker (SPD), MdB und Landwirt                                                                     | 62    |       |
| 9. Juli  | Erich Peter                               | Schweizer Jazzbassist                                                                                           | 61    |       |
| 9. Juli  | Luis Rodríguez                            | kubanischer Boxer                                                                                               | 59    |       |
| 10. Juli | Czesław Centkiewicz                       | polnischer Autor und Abenteurer                                                                                 | 91    |       |
| 10. Juli | Jörg Michael Fey                          | deutscher Biologe                                                                                               | 46    |       |
| 10. Juli | Ferdinand Gehr                            | Schweizer Maler                                                                                                 | 100   |       |
| 10. Juli | Rolf Hans                                 | deutscher Jazzmusiker, Maler, Fotograf, Objekt- und Papiercollagekünstler                                       | 58    |       |
| 10. Juli | Albert Helman                             | niederländisch-surinamischer Politiker und Dichter                                                              | 92    |       |
| 10. Juli | Fritz Hiersemann                          | deutscher Politiker (SPD)                                                                                       | 66    |       |
| 10. Juli | George Hudson                             | US-amerikanischer Jazzmusiker                                                                                   | 86    |       |
| 10. Juli | Paul King                                 | US-amerikanischer Drehbuchautor und Film- und Fernsehproduzent                                                  | 69    |       |
| 10. Juli | Eno Raud                                  | estnischer Schriftsteller und Kinderbuchautor                                                                   | 68    |       |
| 11. Juli | René Abadie                               | französischer Radrennfahrer                                                                                     | 60    |       |
| 11. Juli | Jörg-Peter Hahn                           | deutscher Kabarettist, Schauspieler und Hörfunkautor                                                            | 66    |       |
| 12. Juli | John Chancellor                           | US-amerikanischer Journalist                                                                                    | 68    |       |
| 12. Juli | Tommaso Demaria                           | italienischer Ordensgeistlicher und Theologe                                                                    | 87    |       |
| 12. Juli | Gottfried von Einem                       | österreichischer Komponist                                                                                      | 78    |       |
| 12. Juli | Jonathan Melvoin                          | US-amerikanischer Musiker                                                                                       | 34    |       |
| 13. Juli | Pandro S. Berman                          | US-amerikanischer Filmproduzent                                                                                 | 91    |       |
| 13. Juli | Walter Grünberg                           | österreichischer Veterinärmediziner                                                                             | 62    |       |
| 13. Juli | Loda Halama                               | polnische Tänzerin und Schauspielerin                                                                           | 84    |       |
| 13. Juli | Alfred Hüthig                             | deutscher Verleger                                                                                              | 95    |       |
| 13. Juli | Jean-Pierre Pradervand                    | Schweizer Politiker (FDP)                                                                                       | 87    |       |
| 13. Juli | Gunhild Sehlin                            | schwedische Pädagogin und Kinderbuchautorin                                                                     | 84    |       |
| 13. Juli | Karen Simensen                            | norwegische Eiskunstläuferin                                                                                    | 88    |       |
| 13. Juli | Albert Suhr                               | deutscher Widerstandskämpfer gegen den Nationalsozialismus                                                      | 75    |       |
| 13. Juli | Käte van Tricht                           | deutsche Musikerin und Musikpädagogin                                                                           | 86    |       |
| 14. Juli | Volker Aschoff                            | deutscher Hochschullehrer für Nachrichtentechnik und Rektor der RWTH Aachen                                     | 89    |       |
| 14. Juli | Kenneth Bainbridge                        | US-amerikanischer Physiker                                                                                      | 91    |       |
| 14. Juli | Ernst Holtzmann                           | deutscher Politiker (CDU), MdL                                                                                  | 93    |       |
| 14. Juli | Traute von Kaschnitz                      | österreichische Malerin, Grafikerin und Buchillustratorin                                                       | 78    |       |
| 14. Juli | Jeff Krosnoff                             | US-amerikanischer Autorennfahrer                                                                                | 31    |       |
| 14. Juli | Karl Paryla                               | österreichischer Theaterschauspieler und -regisseur                                                             | 90    |       |
| 14. Juli | Jean Rudolf von Salis                     | Schweizer Historiker, Schriftsteller und Publizist                                                              | 94    |       |
| 14. Juli | Kressmann Taylor                          | US-amerikanische Schriftstellerin                                                                               | 92    |       |
| 15. Juli | Erwin Fischer                             | deutscher Jurist                                                                                                | 91    |       |
| 15. Juli | Dana Hill                                 | US-amerikanische Schauspielerin                                                                                 | 32    |       |
| 15. Juli | Friedrich Niethammer                      | deutscher Kommunalpolitiker von Heilbronn                                                                       | 54    |       |
| 16. Juli | Guido Dorna                               | italienischer Politiker (Südtirol)                                                                              | 112   |       |
| 16. Juli | Helmut Motekat                            | deutscher Literaturhistoriker                                                                                   | 76    |       |
| 16. Juli | Harald Schreiber                          | deutscher Politiker (CDU), MdV, MdB                                                                             | 67    |       |
| 16. Juli | Adolf von Thadden                         | deutscher Politiker (NPD), MdB, MdL                                                                             | 75    |       |
| 17. Juli | Anil Kumar Bhattacharya                   | indischer Statistiker                                                                                           | 81    |       |
| 17. Juli | Chas Chandler                             | britischer Musiker, Musikproduzent und Manager                                                                  | 57    |       |
| 17. Juli | Amancio D’Silva                           | indischer Jazzmusiker und Komponist                                                                             | 60    |       |
| 17. Juli | Marcel Dadi                               | französischer Gitarrist                                                                                         | 44    |       |
| 17. Juli | Geoffrey Alan Jellicoe                    | britischer Gartengestalter, Architekt und Stadtplaner                                                           | 95    |       |
| 17. Juli | John Joubert                              | US-amerikanischer Serienmörder                                                                                  | 33    |       |
| 17. Juli | Harald Loebermann                         | deutscher Architekt und Kunstsammler                                                                            | 72    |       |
| 17. Juli | Karl Mocker                               | deutscher Politiker (GB/BHE, CDU), MdL, MdB                                                                     | 90    |       |
| 17. Juli | Ildefonso Pereda Valdés                   | uruguayischer Schriftsteller                                                                                    | 97    |       |
| 17. Juli | Gerhard Pfeiffer                          | deutscher Archivar und Historiker                                                                               | 91    |       |
| 17. Juli | Aubrey Reeve                              | britischer Mittel- und Langstreckenläufer                                                                       | 84    |       |
| 17. Juli | Paul Touvier                              | erster Franzose, der wegen Verbrechen gegen die Menschlichkeit verurteilt wurde                                 | 81    |       |
| 18. Juli | Farnese de Andrade                        | brasilianischer Maler, Bildhauer, Zeichner, Graveur und Illustrator                                             | 70    |       |
| 18. Juli | Christian Ludwig Herzog zu Mecklenburg    | deutscher Adliger, Chef des Hauses Mecklenburg                                                                  | 83    |       |
| 18. Juli | Donny the Punk                            | US-amerikanischer Aktivist für Gefangenenrechte                                                                 | 49    |       |
| 18. Juli | José Manuel Fuente                        | spanischer Radrennfahrer                                                                                        | 50    |       |
| 18. Juli | Hans Katzer                               | deutscher Politiker (CDU), MdB, MdEP                                                                            | 77    |       |
| 18. Juli | Mario Maiocchi                            | italienischer Eishockeyspieler                                                                                  | 83    |       |
| 18. Juli | Freda Niemann                             | deutsche lutherische Theologin, eine der ersten studierten Theologinnen in Deutschland im kirchlichen Dienst    | 88    |       |
| 19. Juli | Wolfgang Kirsch                           | deutscher Politiker (FDP)                                                                                       | 82    |       |
| 19. Juli | Ernst Klenk                               | deutscher Weinbautechniker, Direktor der Weinbauschule Weinsberg                                                | 91    |       |
| 19. Juli | Alfred Kunze                              | deutscher Fußballspieler und Fußballtrainer in der DDR                                                          | 86    |       |
| 19. Juli | Denise Péron                              | französische Schauspielerin                                                                                     | 71    |       |
| 19. Juli | Sverre Wilberg                            | norwegischer Film- und Theaterschauspieler                                                                      | 66    |       |
| 20. Juli | Wolfgang Blenk                            | österreichischer Politiker (ÖVP), Nationalratsabgeordneter und Mitglied der Parlamentarischen Versammlung de... | 69    |       |
| 20. Juli | Anna Chandy                               | indische Richterin                                                                                              | 91    |       |
| 20. Juli | Colin Mitchell                            | britischer Offizier und Politiker                                                                               | 70    |       |
| 20. Juli | Raphael Patai                             | US-amerikanischer Orientalist und Anthropologe                                                                  | 85    |       |
| 20. Juli | František Plánička                        | tschechischer Fußballtorhüter                                                                                   | 92    |       |
| 20. Juli | Walter Schmidt                            | Schweizer Politiker (SP)                                                                                        | 84    |       |
| 20. Juli | Randy Stuart                              | US-amerikanische Schauspielerin                                                                                 | 71    |       |
| 21. Juli | Luana Anders                              | US-amerikanische Schauspielerin de.findagrave.com                                                               | 58    |       |
| 21. Juli | Herb Edelman                              | US-amerikanischer Schauspieler                                                                                  | 62    |       |
| 21. Juli | Waluliso                                  | österreichischer Friedensaktivist und Original in Wien                                                          | 82    |       |
| 21. Juli | Rudolf Woller                             | deutscher Journalist und Schriftsteller                                                                         | 74    |       |
| 22. Juli | Wilhelm Coblitz                           | deutscher Jurist und Verwaltungsbeamter im Generalgouvernement Polen                                            | 90    |       |
| 22. Juli | Tamara Danz                               | deutsche Rocksängerin (Silly)                                                                                   | 43    |       |
| 22. Juli | Walter Hoffmann                           | deutscher Politiker (SPD)                                                                                       | 82    |       |
| 22. Juli | Franco Lini                               | italienischer Journalist                                                                                        | 72    |       |
| 22. Juli | Peter Ludwig                              | deutscher Industrieller und Kunst-Mäzen                                                                         | 71    |       |
| 22. Juli | Jessica Mitford                           | britische Schriftstellerin                                                                                      | 79    |       |
| 22. Juli | Erwin Pektor                              | österreichischer Leichtathlet                                                                                   | 75    |       |
| 22. Juli | Vermont C. Royster                        | US-amerikanischer Journalist, Kolumnist, Autor                                                                  | 82    |       |
| 23. Juli | Milagros Beras Dalmasí                    | dominikanischer Pianist und Musikpädagoge                                                                       | 50    |       |
| 23. Juli | Heinrich Brüggemann                       | deutscher Politiker (CDU), MdL                                                                                  | 72    |       |
| 23. Juli | Heinz Chmill                              | deutscher Politiker (SPD), MdL                                                                                  | 80    |       |
| 23. Juli | Hamilton Fish IV                          | US-amerikanischer Jurist und Politiker                                                                          | 70    |       |
| 23. Juli | Otto Hofmann                              | deutscher Künstler                                                                                              | 89    |       |
| 23. Juli | Kurt Mannig                               | deutscher Maler, Glasmaler, Plastiker und Restaurator sowie Kunsterzieher                                       | 83    |       |
| 23. Juli | Šaloms Metrikins                          | lettischer Fußball- und Basketballspieler                                                                       | 76    |       |
| 23. Juli | Jean Muir                                 | US-amerikanische Schauspielerin                                                                                 | 85    |       |
| 23. Juli | Aliki Vougiouklaki                        | griechische Schauspielerin                                                                                      | 62    |       |
| 24. Juli | Virginia Christine                        | US-amerikanische Filmschauspielerin                                                                             | 76    |       |
| 24. Juli | Rolf Hiersche                             | deutscher Sprachwissenschaftler und Indogermanist                                                               | 71    |       |
| 24. Juli | Frida Reimann                             | deutsche Politikerin (KPD), MdHB                                                                                | 97    |       |
| 25. Juli | Remo Brindisi                             | italienischer Kunstschaffender, Kunstsammler                                                                    | 78    |       |
| 25. Juli | T. Clark Hull                             | US-amerikanischer Jurist und Politiker                                                                          | 75    |       |
| 25. Juli | Mikael Tariwerdijew                       | armenisch-georgischer sowjetischer Komponist                                                                    | 64    |       |
| 25. Juli | Howard Vernon                             | Schweizer Schauspieler                                                                                          | 88    |       |
| 25. Juli | Laurence Wylie                            | US-amerikanischer Anthropologe und Romanist                                                                     | 86    |       |
| 26. Juli | Siegfried Beyschlag                       | deutscher Mediävist und Linguist                                                                                | 90    |       |
| 26. Juli | Jackie Cerone                             | italo-amerikanischer Mafioso des Chicago Outfit                                                                 | 82    |       |
| 26. Juli | Heriberto Herrera                         | paraguayisch-spanischer Fußballspieler und -trainer                                                             | 70    |       |
| 26. Juli | Rudolf Höppner                            | deutscher Gewerkschafter (FDGB) und Politiker (SED), Vorsitzender der IG Chemie und des FDGB-BV Berlin, MdV     | 72    |       |
| 27. Juli | Horst Böhme                               | deutscher Chemiker                                                                                              | 88    |       |
| 27. Juli | Johann Hofstätter                         | österreichischer Fußballspieler                                                                                 | 83    |       |
| 27. Juli | André Nègre                               | französischer Botschafter                                                                                       | 84    |       |
| 27. Juli | Al Rollins                                | kanadischer Eishockeyspieler                                                                                    | 69    |       |
| 27. Juli | Melitta Schnarrenberger                   | deutsche Malerin und Kommunalpolitikerin                                                                        | 87    |       |
| 28. Juli | Roger Tory Peterson                       | US-amerikanischer Ornithologe, Naturforscher und Illustrator                                                    | 87    |       |
| 28. Juli | Michél Philippot                          | französischer Komponist und Musikpädagoge                                                                       | 71    |       |
| 28. Juli | Jaroslav Vejvoda                          | tschechoslowakischer Fußballtrainer                                                                             | 76    |       |
| 28. Juli | Philip B. Yampolsky                       | US-amerikanischer Übersetzer japanischer Literatur und Buddhismuskundler                                        | 75    |       |
| 29. Juli | Aruna Asaf Ali                            | indische Freiheitskämpferin                                                                                     | 87    |       |
| 29. Juli | Bill Green                                | US-amerikanischer Jazz-Saxophonist, Klarinettist, Flötist und Oboist (allgemein Holzblasinstrumente aller Art)  | 71    |       |
| 29. Juli | Gustav Adolf Salander                     | deutscher Jurist und Bankdirektor                                                                               | 96    |       |
| 29. Juli | Marcel Schützenberger                     | französischer Mathematiker                                                                                      | 75    |       |
| 29. Juli | Jason Thirsk                              | US-amerikanischer Bassist der Punkband Pennywise                                                                | 28    |       |
| 30. Juli | Claudette Colbert                         | französisch-US-amerikanische Schauspielerin                                                                     | 92    |       |
| 30. Juli | Carlos Droguett                           | chilenischer Schriftsteller                                                                                     | 83    |       |
| 30. Juli | Anthony Peck                              | US-amerikanischer Filmschauspieler                                                                              | 49    |       |
| 30. Juli | Magda Schneider                           | deutsche Schauspielerin                                                                                         | 87    |       |
| 30. Juli | Constantin Teașcă                         | rumänischer Fußballtrainer                                                                                      | 73    |       |
| 30. Juli | Max Weiss                                 | Schweizer Bildhauer                                                                                             | 74    |       |
| 31. Juli | Paul Crawford                             | US-amerikanischer Jazz-Musiker (Posaune, Baritonhorn) und Musikhistoriker                                       | 71    |       |
| 31. Juli | Hans-Uwe Emeis                            | deutscher Politiker (SPD), MdB                                                                                  | 65    |       |
| 31. Juli | Ricardo Molinari                          | argentinischer Schriftsteller                                                                                   | 98    |       |
| 31. Juli | Hans Schwier                              | deutscher Pädagoge und Politiker (SPD), MdL, Minister                                                           | 70    |       |
| 31. Juli | Seagram                                   | US-amerikanischer Rapper                                                                                        | 26    |       |
| Juli     | Richard Ripley                            | britischer Sprinter                                                                                             | 95    |       |
| Juli     | Kressmann Taylor                          | US-amerikanische Schriftstellerin                                                                               |       |       |

## August
| Tag        | Name                               | Beruf, bekannt als                                                                                              | Alter | Beleg |
| ---------- | ---------------------------------- | --- | ----- | ----- |
| 1. August  | Mohammed Farah Aidid               | politischer und militärischer Führer des Habar-Gidir-Clans in Somalia, Kriegsherr im somalischen Bürgerkrieg    | 61    |       |
| 1. August  | Pierre Ailleret                    | französischer Elektroingenieur                                                                                  | 96    |       |
| 1. August  | Frida Boccara                      | französische Sängerin                                                                                           | 55    |       |
| 1. August  | Pierre Claverie                    | französischer Bischof von Oran                                                                                  | 58    |       |
| 1. August  | Hans Knötzsch                      | deutscher Drehbuchautor Regisseur und Schauspieler                                                              | 72    |       |
| 1. August  | Tadeus Reichstein                  | Schweizer Chemiker und Botaniker                                                                                | 99    |       |
| 1. August  | Charles van Rooy                   | niederländischer Politiker (KVP)                                                                                | 84    |       |
| 1. August  | Zulfiya                            | usbekische Autorin                                                                                              | 81    |       |
| 2. August  | Miguel Álvarez del Toro            | mexikanischer Zoologe                                                                                           | 78    |       |
| 2. August  | Anthony Rayappa Arulappa           | indischer Geistlicher, Erzbischof von Madras-Mylapore                                                           | 83    |       |
| 2. August  | Vera Auer                          | österreichische Jazzvibraphonistin und -akkordeonistin                                                          | 77    |       |
| 2. August  | James Byrne                        | US-amerikanischer römisch-katholischer Geistlicher und Erzbischof von Dubuque                                   | 88    |       |
| 2. August  | Michel Debré                       | französischer Politiker, Mitglied der Nationalversammlung, MdEP                                                 | 84    |       |
| 2. August  | Sergei Alexandrowitsch Golowkin    | sowjetischer bzw. russischer Serienmörder                                                                       | 36    |       |
| 2. August  | Alexander Emmanuilowitsch Nudelman | sowjetischer Waffenkonstrukteur                                                                                 | 83    |       |
| 2. August  | Georg Schaeffler                   | deutscher Unternehmer                                                                                           | 79    |       |
| 2. August  | Obdulio Jacinto Varela             | uruguayischer Fußballspieler                                                                                    | 78    |       |
| 3. August  | Guido Alberti                      | italienischer Industrieller und Schauspieler                                                                    | 87    |       |
| 3. August  | Helmut Fangmann                    | deutscher Jurist                                                                                                | 53    |       |
| 3. August  | Dankwart Rüstow                    | deutscher Sozialwissenschaftler                                                                                 | 71    |       |
| 03. August | Luciano Tajoli                     | italienischer Sänger und Schauspieler                                                                           | 76    |       |
| 4. August  | Kiyoshi Atsumi                     | japanischer Schauspieler                                                                                        | 68    |       |
| 4. August  | Helmut Henig                       | deutscher Fußballspieler                                                                                        | 74    |       |
| 4. August  | Lew Isaakowitsch Lemke             | sowjetisch-russischer Theater- und Kinoschauspieler                                                             | 64    |       |
| 4. August  | Wladimir Michailowitsch Liberson   | sowjetisch-israelischer Schachgroßmeister                                                                       | 59    |       |
| 4. August  | Lore Wolf                          | deutsche Teilnehmerin der Verfassungsberatenden Versammlung des Landes Hessen                                   | 96    |       |
| 5. August  | Rudolf Bilfinger                   | deutscher Verwaltungsjurist                                                                                     | 93    |       |
| 5. August  | Bruce Lidington                    | britischer Schauspieler                                                                                         | 46    |       |
| 5. August  | Frank Marcus                       | britischer Dramatiker und Theaterkritiker                                                                       | 68    |       |
| 5. August  | Kurt Partzsch                      | deutscher Ingenieur und Politiker (SPD), MdL                                                                    | 86    |       |
| 5. August  | Roman Schnur                       | deutscher Staatsrechtler                                                                                        | 68    |       |
| 6. August  | Muhammad al-Badr                   | letzter König der Zaiditen im Nordjemen (1962)                                                                  | 70    |       |
| 6. August  | Bobby Enriquez                     | philippinischer Jazzmusiker                                                                                     | 53    |       |
| 6. August  | Mathilde Muthig                    | deutsche Medizinerin und Beteiligte an den nationalsozialistischen Krankenmorden                                | 87    |       |
| 6. August  | Gabriel Nuchelmans                 | niederländischer Philosoph                                                                                      | 74    |       |
| 6. August  | Hernán Siles Zuazo                 | bolivianischer Politiker, Staatspräsident Boliviens                                                             | 82    |       |
| 6. August  | Bud Svendsen                       | US-amerikanischer American-Football-Spieler und -Trainer                                                        | 81    |       |
| 6. August  | Emilio Zapico                      | spanischer Rennfahrer                                                                                           | 52    |       |
| 7. August  | Benjamin Halevi                    | israelischer Richter und Politiker (Cherut)                                                                     | 86    |       |
| 7. August  | Danny Wolfe                        | US-amerikanischer Rockabilly-Musiker und Songschreiber                                                          | 67    |       |
| 7. August  | Anne Kristen                       | schottische Schauspielerin                                                                                      | 59    |       |
| 7. August  | Brian Oddie                        | britischer Langstreckenläufer und Meteorologe                                                                   | 91    |       |
| 7. August  | Hermann Pohlmeier                  | deutscher medizinischer Psychologe und Psychoanalytiker                                                         | 68    |       |
| 7. August  | Buck Trail                         | US-amerikanischer Country- und Rockabilly-Musiker sowie Songschreiber                                           | 74    |       |
| 8. August  | Harry Angelman                     | britischer Kinderarzt mit dem Fachgebiet Neurologie                                                             | 80    |       |
| 8. August  | Walter Brandorff                   | österreichischer Schriftsteller                                                                                 |       |       |
| 8. August  | René Duprat                        | französischer Gypsy-Jazz-Musiker                                                                                | 69    |       |
| 8. August  | Åke Hermanson                      | schwedischer Komponist                                                                                          | 73    |       |
| 8. August  | Michio Hoshino                     | japanischer Naturfotograf                                                                                       | 43    |       |
| 8. August  | Herbert Huncke                     | US-amerikanischer Autor, Ikone der Subkultur, Beatnik, Autor, Pionier der Schwulenbewegung, Drogenabhängiger... | 81    |       |
| 8. August  | Ursula Lamb                        | US-amerikanische Lateinamerika-Historikerin                                                                     | 82    |       |
| 8. August  | Nevill Francis Mott                | englischer Physiker                                                                                             | 90    |       |
| 8. August  | Joseph Asajirō Satowaki            | japanischer Kardinal der römisch-katholischen Kirche und Erzbischof von Nagasaki                                | 92    |       |
| 8. August  | Julian Stryjkowski                 | polnischer sozialistischer Journalist und Schriftsteller                                                        | 91    |       |
| 8. August  | Osvaldo Velloso de Barros          | brasilianischer Fußballtorhüter                                                                                 | 87    |       |
| 8. August  | Michael P. Weingartner             | deutscher Kunst- und Kirchenmaler                                                                               | 79    |       |
| 9. August  | Tokiharu Abe                       | japanischer Ichthyologe                                                                                         | 85    |       |
| 9. August  | May Ayim                           | deutsche Dichterin und Aktivistin der afrodeutschen Bewegung                                                    | 36    |       |
| 9. August  | Erich Hessing                      | deutscher evangelischer Geistlicher und Buchautor                                                               | 89    |       |
| 9. August  | John W. King                       | US-amerikanischer Politiker                                                                                     | 77    |       |
| 9. August  | James McLamore                     | US-amerikanischer Unternehmer, Mitbegründer der Burger King Corporation                                         | 70    |       |
| 9. August  | Jessie George Schatz               | deutsch-amerikanischer Staff Sergeant                                                                           | 41    |       |
| 9. August  | Frank Whittle                      | englischer Pilot, Erfinder und Geschäftsmann                                                                    | 89    |       |
| 10. August | Reinhold Bartel                    | deutscher Tenor                                                                                                 | 70    |       |
| 10. August | Walter MacNutt                     | kanadischer Organist, Komponist, Chorleiter und Musikpädagoge                                                   | 86    |       |
| 10. August | Hamiyet Yüceses                    | türkische Sängerin                                                                                              | 80    |       |
| 11. August | Baba Wanga                         | bulgarische Seherin                                                                                             | 85    |       |
| 11. August | Ramsan Chadschijew                 | tschetschenischer Journalist und Fernsehkorrespondent                                                           | 40    |       |
| 11. August | Maurice Françon                    | französischer Physiker                                                                                          | 83    |       |
| 11. August | Ray W. Fuller                      | US-amerikanischer Biochemiker                                                                                   | 60    |       |
| 11. August | Tassos Isaak                       | zyprischer Demonstrant, Opfer des Zypernkonflikts                                                               |       |       |
| 11. August | Rafael Kubelík                     | Schweizer Dirigent und Komponist                                                                                | 82    |       |
| 11. August | Frank Kuenstler                    | US-amerikanischer Schriftsteller, Künstler und Filmemacher                                                      |       |       |
| 11. August | Ambrosio Padilla                   | philippinischer Hochschullehrer, Politiker und Basketballspieler                                                | 85    |       |
| 11. August | Albert Schwarz                     | deutscher Historiker                                                                                            | 89    |       |
| 11. August | Mathieu Smedts                     | niederländischer Journalist, Chefredakteur, Autor und Übersetzer                                                | 83    |       |
| 12. August | Mark Gruenwald                     | US-amerikanischer Comicautor, -zeichner und redakteur                                                           | 43    |       |
| 12. August | Wiktor Hambardsumjan               | sowjetischer und armenischer Astrophysiker und Astronom                                                         | 87    |       |
| 12. August | Stephan Kuttner                    | deutsch-amerikanischer Kirchenrechtler                                                                          | 89    |       |
| 12. August | Charles A. Meyer                   | US-amerikanischer Wirtschaftsmanager und Assistant Secretary of State                                           | 78    |       |
| 12. August | Ernst Nägeli                       | Schweizer Schriftsteller und Journalist                                                                         | 77    |       |
| 12. August | Egon Overbeck                      | deutscher Offizier und Manager                                                                                  | 78    |       |
| 12. August | Anthony Derrick Parsons            | britischer Botschafter                                                                                          | 73    |       |
| 12. August | Wolfgang Rutschke                  | deutscher Jurist, Verwaltungsbeamter und Politiker (FDP/DVP), MdB                                               | 76    |       |
| 12. August | Karl Terkal                        | österreichischer Opernsänger                                                                                    | 76    |       |
| 13. August | Conradin Bonorand                  | Schweizer reformierter Pfarrer und Historiker                                                                   | 82    |       |
| 13. August | Walter Bräm                        | Schweizer Politiker (LdU und Republikanische Bewegung)                                                          | 80    |       |
| 13. August | Adolf Elling                       | deutscher Filmproduktionsleiter und Herstellungsleiter                                                          | 94    |       |
| 13. August | Richard M. Goodwin                 | US-amerikanischer Ökonom                                                                                        | 83    |       |
| 13. August | Willi Heeks                        | deutscher Rennfahrer                                                                                            | 74    |       |
| 13. August | Adolf Jäger                        | deutscher Politiker (NSDAP), MdR                                                                                | 89    |       |
| 13. August | T. John Lesinski                   | US-amerikanischer Politiker                                                                                     | 71    |       |
| 13. August | Karl-Heinz Lesnau                  | deutscher Politiker (CDU), MdA                                                                                  | 61    |       |
| 13. August | Werner Müller                      | deutscher Manager und Sportfunktionär                                                                           | 89    |       |
| 13. August | Alexander Peyerimhoff              | deutscher Mathematiker                                                                                          | 70    |       |
| 13. August | Eginhard Schlachta                 | deutscher Politiker (GB/BHE), MdL                                                                               | 76    |       |
| 13. August | António de Spínola                 | portugiesischer General und Politiker                                                                           | 86    |       |
| 13. August | David Tudor                        | US-amerikanischer Pianist und einer der Pioniere für elektronische und experimentelle Musik                     | 70    |       |
| 14. August | Sergiu Celibidache                 | deutscher Dirigent                                                                                              | 84    |       |
| 14. August | Károly Honfi                       | ungarischer Schachspieler                                                                                       | 65    |       |
| 14. August | Camilla Horn                       | deutsche Schauspielerin                                                                                         | 93    |       |
| 14. August | Maria Kobel                        | deutsche Chemikerin und Abteilungsleiterin im Kaiser-Wilhelm-Institut für Biochemie                             | 99    |       |
| 14. August | Kurt Kunert                        | deutscher Flötist und Komponist                                                                                 | 85    |       |
| 14. August | Ernst Rufli                        | Schweizer Ruderer                                                                                               | 86    |       |
| 14. August | Solomos Solomou                    | zyprischer Demonstrant, Opfer des Zypernkonflikts                                                               |       |       |
| 14. August | Miki Volek                         | tschechischer Rockmusiker                                                                                       | 53    |       |
| 15. August | Liesel Christ                      | deutsche Volksschauspielerin                                                                                    | 77    |       |
| 15. August | Willi Hörter                       | deutscher Ingenieur und Politiker (CDU), MdL, Oberbürgermeister von Koblenz (1972–1994)                         | 66    |       |
| 15. August | Gerhard Korb                       | deutscher Genealoge und Herausgeber                                                                             | 97    |       |
| 15. August | Herbert Lüthy                      | Schweizer Medizinphysiker                                                                                       | 81    |       |
| 15. August | Maruyama Masao                     | japanischer Politikwissenschaftler und Historiker                                                               | 82    |       |
| 15. August | Albert Osswald                     | deutscher Politiker (SPD)                                                                                       | 77    |       |
| 15. August | Joe Seneca                         | US-amerikanischer Schauspieler und Komponist                                                                    | 77    |       |
| 15. August | Max Thurian                        | Schweizer Theologe                                                                                              | 74    |       |
| 16. August | Gertrude Fehr                      | deutsche Fotografin                                                                                             | 101   |       |
| 16. August | Miles Goodman                      | US-amerikanischer Filmkomponist                                                                                 | 46    |       |
| 16. August | Walter Hirschberg                  | österreichischer Ethnologe, Volkskundler und Afrikanist                                                         | 91    |       |
| 16. August | Klaus Hose                         | deutscher Billardspieler                                                                                        | 54    |       |
| 16. August | Christian Jenssen                  | deutscher Pädagoge und freier Schriftsteller                                                                    | 91    |       |
| 16. August | Pino Rucher                        | italienischer Jazzgitarrist und Arrangeur                                                                       | 72    |       |
| 17. August | Jaime Brufau Maciá                 | spanischer römisch-katholischer Ordensgeistlicher                                                               | 74    |       |
| 17. August | Sieghardt von Köckritz             | deutscher Ministerialbeamter                                                                                    | 67    |       |
| 17. August | Alfred Streim                      | deutscher Staatsanwalt                                                                                          | 64    |       |
| 17. August | Uwe Weitendorf                     | deutscher Verleger                                                                                              | 56    |       |
| 18. August | Hans Bornhäuser                    | deutscher evangelischer Theologe                                                                                | 88    |       |
| 18. August | Isabel Morgan                      | US-amerikanische Virologin an der Johns-Hopkins-Universität                                                     | 84    |       |
| 18. August | Evelyn Tucker                      | US-amerikanische Offizierin und Galeristin                                                                      | 90    |       |
| 19. August | Helmut Hölzer                      | deutscher Computer- und Raketenpionier                                                                          | 84    |       |
| 19. August | Willie Honeman                     | US-amerikanischer Radrennfahrer                                                                                 | 88    |       |
| 19. August | Heinz Jung                         | deutscher Ökonom und Soziologe                                                                                  | 61    |       |
| 19. August | Tatjana Alexejewna Mawrina         | russisch-sowjetische Künstlerin                                                                                 | 95    |       |
| 19. August | Claire Rommer                      | deutsche Schauspielerin                                                                                         | 91    |       |
| 19. August | Rudolf Steinboeck                  | österreichischer Schauspieler, Theaterregisseur und Theaterleiter                                               | 88    |       |
| 20. August | Ewert von Dellingshausen           | deutschbaltischer Jurist und Ministerialdirigent                                                                | 87    |       |
| 20. August | J. F. Gerhard Goeters              | deutscher reformierter Theologe und Kirchenhistoriker                                                           | 70    |       |
| 20. August | Maria Occhipinti                   | italienische Anarchistin, Kommunistin, Schriftstellerin und Frauenrechtlerin                                    | 75    |       |
| 20. August | Rio Reiser                         | deutscher Rockmusiker der „Ton Steine Scherben“                                                                 | 46    |       |
| 20. August | André-Georges Haudricourt          | französischer Linguist und Anthropologe                                                                         | 85    |       |
| 20. August | Franz Schedel                      | deutscher Chirurg und Klinikdirektor                                                                            | 80    |       |
| 20. August | Béla Simon                         | ungarischer Tischtennisspieler und -trainer                                                                     | 76    |       |
| 20. August | Beverley Whitfield                 | australische Schwimmerin                                                                                        | 42    |       |
| 21. August | Erich Gottschalk                   | deutscher Fußballspieler                                                                                        | 90    |       |
| 21. August | Irene Vorrink                      | niederländische Politikerin (PvdA)                                                                              | 78    |       |
| 21. August | Franz Weigl                        | deutscher Politiker (CSU), MdB                                                                                  | 63    |       |
| 21. August | Richard Westfall                   | US-amerikanischer Wissenschaftshistoriker                                                                       | 72    |       |
| 22. August | Wilhelm Angele                     | deutscher Raketentechniker                                                                                      | 91    |       |
| 22. August | Erwin Leiser                       | deutsch-schwedischer Publizist                                                                                  | 73    |       |
| 22. August | Ursula Pausch-Gruber               | deutsche Politikerin (SPD), MdL                                                                                 | 63    |       |
| 23. August | Jurriaan Andriessen                | niederländischer Komponist und Lehrer                                                                           | 70    |       |
| 23. August | Roland Brückner                    | deutsch-schweizerischer Augenarzt und Hochschullehrer                                                           | 84    |       |
| 23. August | Øivind Holmsen                     | norwegischer Fußballspieler                                                                                     | 84    |       |
| 23. August | Berthold Niedermoser               | österreichischer Zisterzienser, Abt des Stiftes Schlierbach                                                     | 86    |       |
| 23. August | Audrey Patterson                   | US-amerikanische Sprinterin                                                                                     | 69    |       |
| 23. August | Margaret Tucker                    | politische Aktivistin der Aborigines                                                                            | 92    |       |
| 24. August | Jean Aurel                         | französischer Filmregisseur und Drehbuchautor                                                                   | 70    |       |
| 24. August | Alois Buttinger                    | österreichischer Funktionär der Sozialdemokratischen Arbeiterpartei                                             | 86    |       |
| 24. August | Roger Hume                         | britischer Schauspieler                                                                                         | 55    |       |
| 24. August | Emile Noël                         | französischer EU-Beamter                                                                                        | 73    |       |
| 24. August | James Saunders                     | US-amerikanischer Balletttänzer und Choreograf                                                                  | 50    |       |
| 24. August | Franz Scheidl                      | österreichischer Politiker (SPÖ), Landtagsabgeordneter                                                          | 82    |       |
| 24. August | Carlos Vidal Bolado                | kubanischer Perkussionist desmemoriados.com                                                                     | 82    |       |
| 24. August | Lew Nikolajewitsch Wlassenko       | russischer Pianist und Klavierpädagoge                                                                          | 67    |       |
| 25. August | Agi Lamm                           | ungarisch-argentinische Buchillustratorin                                                                       | 82    |       |
| 25. August | Reinhard Libuda                    | deutscher Fußballspieler                                                                                        | 52    |       |
| 25. August | Salvatore Mastroieni               | italienischer Langstreckenläufer                                                                                | 82    |       |
| 25. August | Henri Tribout de Morembert         | französischer Historiker und Archivar                                                                           | 84    |       |
| 25. August | Gerhard Possart                    | österreichischer Politiker (ÖVP), Landeshauptmann                                                               | 72    |       |
| 26. August | Jean Boisselier                    | französischer Archäologe                                                                                        | 84    |       |
| 26. August | Wolfgang Curtius                   | deutscher Unternehmer                                                                                           | 86    |       |
| 26. August | Markus Keck                        | deutscher Badmintonspieler                                                                                      | 29    |       |
| 26. August | Alejandro Agustín Lanusse          | argentinischer Militär und Politiker                                                                            | 77    |       |
| 26. August | Ludwig Noack                       | deutsch-sorbischer Politiker (CDU), MdV, MdL                                                                    | 49    |       |
| 26. August | Sven Stolpe                        | schwedischer Schriftsteller, Übersetzer, Journalist und Literaturkritiker                                       | 91    |       |
| 26. August | Juan Zárate                        | argentinischer Fußballspieler                                                                                   | 73    |       |
| 27. August | Antonio Cederna                    | italienischer Journalist, Publizist, Politiker und Denkmalschutzaktivist                                        | 74    |       |
| 27. August | Martin Disler                      | Schweizer Maler, Bildhauer und Schriftsteller                                                                   | 47    |       |
| 27. August | Bert Fortell                       | österreichischer Schauspieler                                                                                   | 71    |       |
| 27. August | Abram Games                        | britischer Plakatkünstler                                                                                       | 82    |       |
| 27. August | Greg Morris                        | US-amerikanischer Schauspieler                                                                                  | 62    |       |
| 27. August | Wayne D. Overholser                | US-amerikanischer Westernautoren                                                                                | 89    |       |
| 27. August | Claus-Dieter Reents                | deutscher Schauspieler                                                                                          | 53    |       |
| 27. August | Jair Rosenblum                     | israelischer Komponist                                                                                          | 52    |       |
| 28. August | François Lefebvre de Laboulaye     | französischer Botschafter                                                                                       | 79    |       |
| 28. August | Liam McCormick                     | irischer Architekt                                                                                              | 79    |       |
| 28. August | Theodor Müller                     | deutscher Kunsthistoriker                                                                                       | 91    |       |
| 28. August | José dos Santos Lopes              | brasilianischer Fußballspieler                                                                                  | 85    |       |
| 29. August | Hajo Bernett                       | deutscher Sporthistoriker und Hochschullehrer                                                                   | 75    |       |
| 29. August | Lothar Bosse                       | österreichischer Wirtschafts- und Sozialstatistiker                                                             | 82    |       |
| 29. August | Tera de Marez Oyens                | niederländische Komponistin und Dirigentin                                                                      | 64    |       |
| 29. August | Fritz Prior                        | österreichischer Beamterund Politiker (ÖVP) und Landesrat                                                       |       |       |
| 30. August | Laura Adani                        | italienische Schauspielerin                                                                                     | 89    |       |
| 30. August | Harald Brödel                      | deutscher Gebrauchsgrafiker                                                                                     | 62    |       |
| 30. August | Chow Chung-cheng                   | chinesisch-deutsche Sinologin, Malerin und Schriftstellerin                                                     | 88    |       |
| 30. August | Edgar Gray                         | australischer Radrennfahrer                                                                                     | 90    |       |
| 30. August | Irving A. Leonard                  | US-amerikanischer Historiker, Romanist und Hispanist                                                            | 99    |       |
| 30. August | José Toribio Merino                | chilenischer Admiral und Politiker                                                                              | 80    |       |
| 30. August | Josef Müller-Brockmann             | Schweizer Grafikdesigner, Typograph, Autor und Lehrer                                                           | 82    |       |
| 30. August | Christine Pascal                   | französische Schauspielerin und Regisseurin                                                                     | 42    |       |
| 30. August | Goliarda Sapienza                  | italienische Schauspielerin und Schriftstellerin                                                                | 72    |       |
| 30. August | José Sasía                         | uruguayischer Fußballspieler und Trainer                                                                        | 62    |       |
| 30. August | Liselotte Schaak                   | deutsche Schauspielerin                                                                                         | 92    |       |
| 31. August | Milt Larkin                        | US-amerikanischer Jazztrompeter                                                                                 | 85    |       |
| 31. August | Valentin Siebrecht                 | deutscher Volkswirt                                                                                             | 88    |       |
| August     | Sydney R. Parker                   | US-amerikanischer Elektroingenieur                                                                              |       |       |

## September
| Tag           | Name                            | Beruf, bekannt als                                                                                              | Alter | Beleg |
| ------------- | ------------------------------- | --- | ----- | ----- |
| 1. September  | Baselios Paulose II.            | Katholikos von Indien der Malankara Syrisch-Orthodoxen Kirche                                                   | 82    |       |
| 1. September  | Bruder Adam                     | deutscher Imker der Neuzeit und Züchter der Buckfast-Biene                                                      | 98    |       |
| 1. September  | Oscar Hagen                     | deutscher Politiker (CDU), MdL                                                                                  | 101   |       |
| 1. September  | Gertrud Hinz                    | deutsche Filmeditorin                                                                                           | 84    |       |
| 1. September  | Vagn Holmboe                    | dänischer Komponist                                                                                             | 86    |       |
| 1. September  | Helmut Ibach                    | deutscher Historiker, Journalist und Publizist                                                                  | 84    |       |
| 1. September  | Ion Oblemenco                   | rumänischer Fußballspieler und -trainer                                                                         | 51    |       |
| 1. September  | Nina Raven-Kindler              | deutsche Schauspielerin, Graphologin und Verlegerin                                                             |       |       |
| 1. September  | Ljuba Welitsch                  | bulgarisch-österreichische Opernsängerin (Sopran)                                                               | 83    |       |
| 1. September  | Herbert Witzel                  | deutscher Biochemiker und Hochschullehrer                                                                       | 72    |       |
| 2. September  | André Chastagnol                | französischer Althistoriker                                                                                     | 76    |       |
| 2. September  | Eugène-Marie Ernoult            | französischer römisch-katholischer Geistlicher und Erzbischof von Sens                                          | 69    |       |
| 2. September  | Karl Frenzel                    | deutscher SS-Oberscharführer und Lagerkommandant des Vernichtungslagers Sobibor I                               | 85    |       |
| 2. September  | Hans Peter Heinzl               | österreichischer Kabarettist                                                                                    | 54    |       |
| 2. September  | Detlof Krüger                   | deutscher Schauspieler, Regisseur und Intendant                                                                 | 81    |       |
| 2. September  | Otto Luening                    | US-amerikanischer Komponist und Dirigent                                                                        | 96    |       |
| 2. September  | Aldo Montano                    | italienischer Fechter                                                                                           | 85    |       |
| 2. September  | Tullio Vinay                    | italienischer Theologe und Politiker                                                                            |       |       |
| 3. September  | Julian Amery                    | britischer Politiker                                                                                            | 77    |       |
| 3. September  | Hubert Derrez                   | deutsch-niederländischer Heimatdichter und Komponist                                                            | 74    |       |
| 3. September  | Walter Forster                  | brasilianischer Schauspieler, Hörfunk- und Fernsehmoderator                                                     | 79    |       |
| 3. September  | Emily Kngwarreye                | australische Künstlerin                                                                                         |       |       |
| 3. September  | Madeleine De Meulemeester       | belgische Pfadinderin und Gerechte unter den Völkern                                                            | 92    |       |
| 3. September  | Siegfried Weinmann              | deutscher Kameramann und Fotograf                                                                               |       |       |
| 4. September  | Paul-Émile André                | belgischer Radrennfahrer                                                                                        | 84    |       |
| 4. September  | Joan Clarke                     | britische Codeknackerin während des Zweiten Weltkriegs                                                          | 79    |       |
| 4. September  | Sepp Kast                       | österreichischer Feuerwehrfunktionär                                                                            | 78    |       |
| 5. September  | Basil Salvadore D’Souza         | indischer Geistlicher, Bischof von Mangalore                                                                    | 70    |       |
| 5. September  | Hanns Gabelmann                 | deutscher Klassischer Archäologe                                                                                | 59    |       |
| 5. September  | Anselm L. Strauss               | US-amerikanischer Soziologe                                                                                     | 79    |       |
| 5. September  | Erhard Ueckermann               | deutscher Jagd- und Forstwissenschaftler                                                                        | 72    |       |
| 6. September  | Luis Acevedo                    | chilenischer Fußballspieler                                                                                     | 52    |       |
| 6. September  | Ion Dumitrescu                  | rumänischer Komponist                                                                                           | 83    |       |
| 6. September  | Werner Friedli                  | Schweizer Fotograf                                                                                              | 86    |       |
| 6. September  | Ginette Martenot                | französische Pianistin, Ondes-Martenot-Spielerin und Musikpädagogin                                             | 94    |       |
| 6. September  | Daniel Shanks                   | US-amerikanischer Mathematiker                                                                                  | 79    |       |
| 6. September  | Ester Soré                      | chilenische Sängerin                                                                                            | 81    |       |
| 7. September  | Robert Beigl                    | österreichischer katholischer Priester, Abt von Rein                                                            | 42    |       |
| 7. September  | Bibi Besch                      | österreichisch-amerikanische Schauspielerin                                                                     | 54    |       |
| 7. September  | Joseph F. Biroc                 | US-amerikanischer Kameramann                                                                                    | 93    |       |
| 7. September  | Franz Bruk                      | deutscher Politiker (SED)                                                                                       | 73    |       |
| 7. September  | Niccolò Castiglioni             | italienischer Komponist                                                                                         | 64    |       |
| 7. September  | Bruno Corbucci                  | italienischer Filmregisseur                                                                                     | 64    |       |
| 7. September  | Arthur Flemming                 | US-amerikanischer Politiker                                                                                     | 91    |       |
| 7. September  | Gilda                           | argentinische Popsängerin                                                                                       | 34    |       |
| 8. September  | Vinzenz Lackner                 | österreichischer Schuhmacher, Schlosser, Werksmeister, Betriebsrat und Politiker, Landtagsabgeordneter der S... | 86    |       |
| 8. September  | Hans-Dietrich Loock             | deutscher Historiker                                                                                            | 69    |       |
| 8. September  | Jacques Schmidt                 | französischer Kostümbildner                                                                                     | 63    |       |
| 8. September  | Ray Triscari                    | US-amerikanischer Studio- und Jazzmusiker                                                                       | 73    |       |
| 9. September  | Ruggero Mastroianni             | italienischer Filmeditor                                                                                        | 66    |       |
| 9. September  | Manuel Marino Miniño            | dominikanischer Komponist, Dirigent und Musikpädagoge                                                           | 66    |       |
| 9. September  | Bill Monroe                     | US-amerikanischer Musiker                                                                                       | 84    |       |
| 9. September  | Robert Alexander Nisbet         | US-amerikanischer Soziologe                                                                                     | 82    |       |
| 10. September | Julianus Egidius Bogaers        | niederländischer Provinzialrömischer Archäologe                                                                 | 70    |       |
| 10. September | Joanne Dru                      | US-amerikanische Filmschauspielerin                                                                             | 74    |       |
| 10. September | Wolfgang Haendly                | deutscher Geistlicher, römisch-katholischer Theologe und Berliner Dompropst                                     | 85    |       |
| 10. September | Heinz Lausch                    | deutscher Schauspieler und Synchronsprecher                                                                     | 76    |       |
| 10. September | Hans List                       | österreichischer Wissenschaftler und Unternehmer                                                                | 100   |       |
| 10. September | Julia F. Morton                 | US-amerikanische Botanikerin                                                                                    | 84    |       |
| 10. September | Stig Norén                      | schwedischer Generalleutnant                                                                                    | 88    |       |
| 10. September | Hans Bernhard Schiff            | deutscher Autor                                                                                                 | 81    |       |
| 11. September | Klára Fehér                     | ungarische Schriftstellerin, und Journalistin                                                                   | 77    |       |
| 11. September | Hans-Heinrich von Fersen        | deutscher Sachbuchautor                                                                                         |       |       |
| 11. September | Oita Kōichi                     | japanischer Fußballspieler                                                                                      | 82    |       |
| 11. September | Ernst Reichl                    | österreichischer Chemiker, Informatiker und Schmetterlingskundler                                               | 70    |       |
| 11. September | Louis-Edouard Roulet            | Schweizer Historiker und Offizier                                                                               | 78    |       |
| 11. September | Nomi Rubel                      | deutsch-amerikanische Schriftstellerin                                                                          | 86    |       |
| 11. September | Willi Weiskirch                 | deutscher Politiker (CDU), MdB                                                                                  | 73    |       |
| 11. September | Latifa az-Zayyat                | arabische Schriftstellerin                                                                                      | 73    |       |
| 12. September | Richard Barrer                  | neuseeländischer Chemiker, Begründer der Zeolith-Chemie                                                         | 86    |       |
| 12. September | Walter Carlé                    | deutscher Geologe                                                                                               | 84    |       |
| 12. September | Eleazar de Carvalho             | brasilianischer Komponist und Dirigent                                                                          | 84    |       |
| 12. September | Ludwig Denecke                  | deutscher Germanist und Bibliothekar                                                                            | 91    |       |
| 12. September | Notker Füglister                | Schweizer Theologe und Alttestamentler                                                                          | 65    |       |
| 12. September | Ernesto Geisel                  | brasilianischer Präsident während der Militärdiktatur (1974–1979)                                               | 88    |       |
| 12. September | Toma Prošev                     | jugoslawischer Komponist                                                                                        | 64    |       |
| 12. September | Alfons Stadelmann               | österreichischer Politiker (ÖVP), Landtagsabgeordneter zum Vorarlberger Landtag                                 | 75    |       |
| 12. September | Josef Stimpfle                  | deutscher Geistlicher, römisch-katholischer Bischof von Augsburg, Erzbischof                                    | 80    |       |
| 12. September | William W. Tunnicliffe          | US-amerikanischer Informatiker, „markup-language“-Gründer                                                       | 74    |       |
| 13. September | Jane Baxter                     | englische Schauspielerin                                                                                        | 87    |       |
| 13. September | James Bonner                    | US-amerikanischer Biologe                                                                                       | 86    |       |
| 13. September | Jan Brooijmans                  | niederländischer Fußballspieler                                                                                 | 66    |       |
| 13. September | Eduard Dreher                   | deutscher Jurist und hoher Ministerialbeamter                                                                   | 89    |       |
| 13. September | Catja Görna                     | deutsche Schauspielerin                                                                                         | 73    |       |
| 13. September | César Mendoza                   | chilenischer Springreiter, General und Politiker                                                                | 78    |       |
| 13. September | Ricardo García Perdomo          | kubanischer Gitarrist und Komponist                                                                             | 76    |       |
| 13. September | Tupac Shakur                    | US-amerikanischer Rapper                                                                                        | 25    |       |
| 13. September | Xosé Filgueira Valverde         | spanischer (galicischer) Politiker, Intellektueller, Hochschullehrer und Schriftsteller                         | 89    |       |
| 13. September | Eduard Vischer                  | Schweizer Historiker                                                                                            | 92    |       |
| 13. September | William A. Ward                 | US-amerikanischer Ägyptologe                                                                                    | 68    |       |
| 13. September | Othmar Zechyr                   | österreichischer Maler                                                                                          | 58    |       |
| 14. September | Jakob Baumgartner               | Schweizer Liturgiewissenschaftler                                                                               | 69    |       |
| 14. September | Doug Everett                    | US-amerikanischer Eishockeyspieler                                                                              | 91    |       |
| 14. September | Bruno Menzel                    | deutscher Politiker (FDP), MdB                                                                                  | 64    |       |
| 14. September | Rose Ouellette                  | kanadische Komikerin, Sängerin und Schauspielerin                                                               | 93    |       |
| 15. September | Horst A. Fechner                | deutscher Schauspieler                                                                                          | 61    |       |
| 15. September | Hans Reinhard Graf von Kageneck | deutscher Staatsbeamter und Diplomat                                                                            | 93    |       |
| 15. September | Rudolf Manz                     | deutscher Rechtsmediziner und Hochschullehrer                                                                   | 88    |       |
| 15. September | Rösli Näf                       | Schweizer Krankenschwester                                                                                      | 85    |       |
| 15. September | Gerhard Sachs                   | deutscher Politiker (SED), Oberbürgermeister von Plauen                                                         | 72    |       |
| 15. September | Georg Scheuer                   | österreichischer Journalist und Publizist                                                                       | 80    |       |
| 15. September | Ottis Toole                     | US-amerikanischer Serienmörder                                                                                  | 49    |       |
| 16. September | McGeorge Bundy                  | US-amerikanischer Manager, Nationaler Sicherheitsberater der Vereinigten Staaten                                | 77    |       |
| 16. September | Karl Dröse                      | deutscher Hockeyspieler                                                                                         | 82    |       |
| 16. September | Josef Gamsjäger                 | österreichischer Politiker (SPÖ), Mitglied des Bundesrates parlament.gv.at                                      | 92    |       |
| 16. September | Bruno Hampel                    | deutscher Autor und Drehbuchautor                                                                               | 75    |       |
| 16. September | Otto Heuschele                  | deutscher Schriftsteller, Herausgeber und Pädagoge                                                              | 96    |       |
| 16. September | Oskar Köhler                    | deutscher Historiker                                                                                            | 87    |       |
| 16. September | Wendelin Leweke                 | deutscher Journalist                                                                                            | 69    |       |
| 16. September | Gene Nelson                     | US-amerikanischer Filmregisseur, Schauspieler, Drehbuchautor und Filmproduzent                                  | 76    |       |
| 16. September | Joan Perry                      | US-amerikanische Schauspielerin                                                                                 | 85    |       |
| 17. September | Spiro Agnew                     | US-amerikanischer Politiker, US-Vizepräsident, Gouverneur von Maryland                                          | 77    |       |
| 17. September | Marianne Bachmeier              | deutsche Gastwirtin, die im Gerichtssaal den mutmaßlichen Mörder ihrer Tochter erschoss                         | 46    |       |
| 17. September | Teodoro Fernández               | peruanischer Fußballspieler                                                                                     | 83    |       |
| 17. September | Anton Gigl                      | deutscher Fußballspieler                                                                                        | 49    |       |
| 17. September | Bill Grah                       | deutscher Jazzmusiker                                                                                           | 68    |       |
| 17. September | Günter Imhäuser                 | deutscher Orthopäde und Hochschullehrer                                                                         | 84    |       |
| 17. September | Paul J. Krebs                   | US-amerikanischer Politiker                                                                                     | 84    |       |
| 17. September | Wolfgang Neumann                | deutscher Fußballspieler                                                                                        | 59    |       |
| 17. September | Walter Weisbecker               | deutscher Mundartdichter, Autor, Schriftsteller und Publizist                                                   | 80    |       |
| 18. September | Annabella                       | französische Filmschauspielerin                                                                                 | 89    |       |
| 18. September | Bai Yang                        | chinesische Schauspielerin                                                                                      | 76    |       |
| 18. September | Ulrich Beiger                   | deutscher Schauspieler und Regisseur                                                                            | 78    |       |
| 18. September | Fernand Deligny                 | französischer Sozialpsychologe                                                                                  | 82    |       |
| 18. September | Corrie Laddé                    | niederländische Schwimmerin                                                                                     | 80    |       |
| 19. September | Ethel Cain                      | britische Zeitansagerin und Filmschauspielerin                                                                  | 87    |       |
| 19. September | Helmut Heißenbüttel             | deutscher Schriftsteller                                                                                        | 75    |       |
| 19. September | Irene Mann                      | deutsche Tänzerin, Schauspielerin und Choreografin                                                              | 67    |       |
| 19. September | Ștefan Mihăilescu-Brăila        | rumänischer Schauspieler                                                                                        | 71    |       |
| 20. September | Franco Angrisano                | italienischer Schauspieler                                                                                      | 70    |       |
| 20. September | Cheb Aziz                       | algerischer Raï-Sänger                                                                                          |       |       |
| 20. September | Paul Erdős                      | ungarisch-österreichischer Mathematiker                                                                         | 83    |       |
| 20. September | Kurt Harz                       | deutscher Entomologe                                                                                            | 81    |       |
| 20. September | Reuben Kamanga                  | sambischer Politiker, erster Vizepräsident Sambias (1964–1967)                                                  | 67    |       |
| 20. September | Alfred Lippschütz               | deutscher Politiker (SPD)                                                                                       | 73    |       |
| 20. September | Max Manus                       | norwegischer Widerstandskämpfer aus der Zeit der deutschen Besetzung                                            | 81    |       |
| 20. September | Nelson Wesley Trout             | US-amerikanischer Geistlicher, Bischof in der Evangelisch-Lutherischen Kirche in Amerika                        | 75    |       |
| 20. September | Paul Weston                     | US-amerikanischer Jazz-Pianist, -Arrangeur und -Komponist                                                       | 84    |       |
| 21. September | Maria-Elisabeth Brockhoff       | deutsche Musikwissenschaftlerin und Hochschullehrerin                                                           | 74    |       |
| 21. September | Erika Cremer                    | deutsche Physikerin, Professorin der Physikalischen Chemie                                                      | 96    |       |
| 21. September | Sibylle Korsch Escalona         | deutschamerikanische Psychologin                                                                                | 81    |       |
| 21. September | Claus Holm                      | deutscher Schauspieler                                                                                          | 78    |       |
| 21. September | Horst Marschner                 | deutscher Agrikulturchemiker                                                                                    | 66    |       |
| 21. September | Sulchan Nassidse                | georgischer Komponist und Pianist                                                                               | 69    |       |
| 21. September | Henri J. M. Nouwen              | niederländischer römisch-katholischer Priester, Theologe, Psychologe und Schriftsteller                         | 64    |       |
| 21. September | Franz Pfnür                     | deutscher Skirennläufer                                                                                         | 87    |       |
| 21. September | Albert Heinrich Steiner         | schweizerischer Architekt sowie Stadtplaner                                                                     | 91    |       |
| 22. September | Mohamed Ben Ahmed Abdelghani    | algerischer Politiker                                                                                           |       |       |
| 22. September | Arthur Dom                      | deutsch-niederländischer Motorradrennfahrer und Ingenieur                                                       | 93    |       |
| 22. September | Konrad Elfers                   | deutscher Pianist und Komponist                                                                                 | 76    |       |
| 22. September | Dorothy Lamour                  | US-amerikanische Filmschauspielerin                                                                             | 81    |       |
| 22. September | Piet van de Pol                 | niederländischer Karambolagespieler                                                                             | 89    |       |
| 23. September | Ernst Coenen                    | deutscher Diplomat und Industriemanager                                                                         | 90    |       |
| 23. September | Hiroshi Fujimoto                | japanischer Mangaka, Teil des Künstlerduos Fujiko Fujio                                                         | 62    |       |
| 23. September | Károly Kárpáti                  | ungarischer Ringer und Trainer                                                                                  | 90    |       |
| 23. September | Karl-Heinz Marsell              | deutscher Radrennfahrer                                                                                         | 60    |       |
| 23. September | Stuart Piggott                  | britischer Prähistoriker                                                                                        | 86    |       |
| 23. September | František Rauch                 | tschechischer Pianist und Musikpädagoge                                                                         | 86    |       |
| 24. September | Iorwerth Eiddon Stephen Edwards | britischer Ägyptologe                                                                                           | 87    |       |
| 24. September | Mark Frankel                    | britischer Film- und Theaterschauspieler                                                                        | 34    |       |
| 24. September | Henry C. Gordon                 | US-amerikanischer Astronaut und Testpilot                                                                       | 70    |       |
| 24. September | Zeki Müren                      | türkischer Sänger und Komponist                                                                                 | 64    |       |
| 24. September | Heinz Putzrath                  | deutscher Politiker (SPD)                                                                                       | 79    |       |
| 24. September | Pawel Anatoljewitsch Sudoplatow | russischer Geheimagent                                                                                          | 89    |       |
| 24. September | Abisag Tüllmann                 | deutsche Fotografin                                                                                             | 60    |       |
| 25. September | Cläre Blaeser                   | deutsche Politikerin (FDP), MdL                                                                                 | 96    |       |
| 25. September | Eline Cremers                   | niederländische Malerin, Bildhauer, Illustratorin und Dozentin                                                  | 99    |       |
| 25. September | Heinz Engelmann                 | deutscher Schauspieler und Synchronsprecher                                                                     | 85    |       |
| 25. September | Konstantin Mach                 | deutscher Benediktinerpater                                                                                     | 81    |       |
| 26. September | Nicu Ceaușescu                  | rumänischer Politiker                                                                                           | 45    |       |
| 26. September | Donald Leslie Harradine         | Schweizer Golfarchitekt                                                                                         |       |       |
| 26. September | Alex Kotzky                     | US-amerikanischer Comiczeichner                                                                                 | 73    |       |
| 26. September | Jozef Marko                     | slowakischer Fußballspieler und Trainer                                                                         | 73    |       |
| 26. September | Hans Mocznay                    | deutscher Maler und Plastiker                                                                                   | 90    |       |
| 26. September | Geoffrey Wilkinson              | britischer Chemiker, Nobelpreis für Chemie 1973                                                                 | 75    |       |
| 27. September | James Franklin Battin           | US-amerikanischer Jurist und Politiker                                                                          | 71    |       |
| 27. September | Rolf Metz                       | deutscher Politiker (FDP), MdL                                                                                  | 86    |       |
| 27. September | Mohammed Nadschibullāh          | afghanischer Politiker                                                                                          | 49    |       |
| 28. September | Marcos Aurelio Di Paulo         | argentinischer Fußballspieler                                                                                   | 76    |       |
| 28. September | Bob Gibson                      | US-amerikanischer Musiker                                                                                       | 64    |       |
| 28. September | Anneliese Groscurth             | deutsche Ärztin und Widerstandskämpferin                                                                        | 86    |       |
| 28. September | Leo Isacson                     | US-amerikanischer Jurist und Politiker                                                                          | 86    |       |
| 28. September | August Maus                     | deutscher Marineoffizier                                                                                        | 81    |       |
| 28. September | Andrei Alexandrowitsch Suraikin | russischer Eiskunstläufer                                                                                       | 47    |       |
| 28. September | Rüdiger Thiele                  | deutscher Politiker (FDP), Staatssekretär in Sachsen                                                            | 60    |       |
| 29. September | Endō Shūsaku                    | japanischer Schriftsteller                                                                                      | 73    |       |
| 29. September | Bohuslav Karlík                 | tschechowslowakischer Kanute und Kanutrainer                                                                    | 87    |       |
| 29. September | Hans Prescher                   | deutscher Geologe und Museumsdirektor                                                                           | 70    |       |
| 29. September | Heinrich Scheibengraf           | österreichischer Lehrer und Politiker (SPÖ), Landtagsabgeordneter, Abgeordneter zum Nationalrat, Mitglied de... | 86    |       |
| 29. September | Claude Vernier                  | französischer Schauspieler                                                                                      | 83    |       |
| 30. September | Élisabeth Gille                 | französische Schriftstellerin und Übersetzerin                                                                  | 59    |       |
| 30. September | Otto Glaus                      | Schweizer Architekt                                                                                             | 81    |       |
| 30. September | Marcel Mansat                   | französischer Fußballspieler                                                                                    | 71    |       |
| 30. September | Kenneth Arthur Muir             | britischer Shakespeare-Gelehrter                                                                                | 89    |       |
| 30. September | Werner Piechocki                | deutscher Historiker und Archivar                                                                               | 68    |       |
| 30. September | Gerhard Trede                   | deutscher Komponist                                                                                             | 79    |       |
| 30. September | Sylvester William Treinen       | US-amerikanischer Geistlicher, Bischof von Boise City                                                           | 78    |       |
| September     | Horst Ende                      | deutscher Polizist und Polizeipräsident von Ost-Berlin                                                          | 69    |       |
| September     | Addi Hellwig                    | deutscher Produzent volkstümlicher Musik                                                                        |       |       |
| September     | Vera Robinson                   | britische Schwimmerin                                                                                           | 79    |       |